# Kohei Saito
Kohei Saito (斎藤 幸平, Saitō Kōhei; Tokyo, 31 gennaio 1987) è un filosofo giapponese, professore associato presso l'Università di Tokyo.
Il suo campo di studi è l'ecologia vista da una prospettiva marxista e ha condensato la sua teoria nel libro del 2020 Capital in the Anthropocene uscito in Italia nel 2024 col titolo Il capitale nell'Antropocene. Secondo Saito non esiste la possibilità di una reale svolta ambientale e quindi una salvezza per il pianeta senza mettere in discussione le dinamiche del capitalismo globale e per questo propone un nuovo modello economico che ha chiamato "il comunismo della decrescita".
L'interpretazione che Saito propone del pensiero di Marx si basa soprattutto sui Quaderni di Scienze naturali del 1868, che secondo il filosofo giapponese ribaltano o almeno correggono una visione puramente produttivista del marxismo. 